# غراهام ستيفنسون
غراهام ستيفنسون (16 ديسمبر 1955 في المملكة المتحدة - 21 يناير 2014 في المملكة المتحدة) (بالإنجليزية: Graham Stevenson)‏ هو لاعب كريكت بريطاني. شارك مع منتخب إنجلترا للكريكت. أما مع النوادي، فقد لعب مع نادي مقاطعة يوركشاير للكريكت ‏ ونادي مقاطعة نورثامبتونشير للكريكت ‏.

## وصلات خارجية
- غراهام ستيفنسون على موقع إي آس بي آن كريك إنفو (الإنجليزية)